# Santa Cruz (Armamar)
Santa Cruz is een plaats (freguesia) in de Portugese gemeente Armamar en telt 231 inwoners (2001).